# AKAT-1
AKAT-1 — польский транзисторный аналоговый компьютер (первый транзисторный компьютер подобного типа в мире), созданный польским конструктором Яцеком Карпинским в Институте автоматики Польской академии наук в 1959 году. Был предназначен для решения дифференциальных уравнений высокой сложности и организации процессов моделирования. В массовое производство компьютер не поступал.
В 1960-е годы распространилась городская легенда, что компьютер можно было использовать в качестве синтезатора.